# Transvestitismus

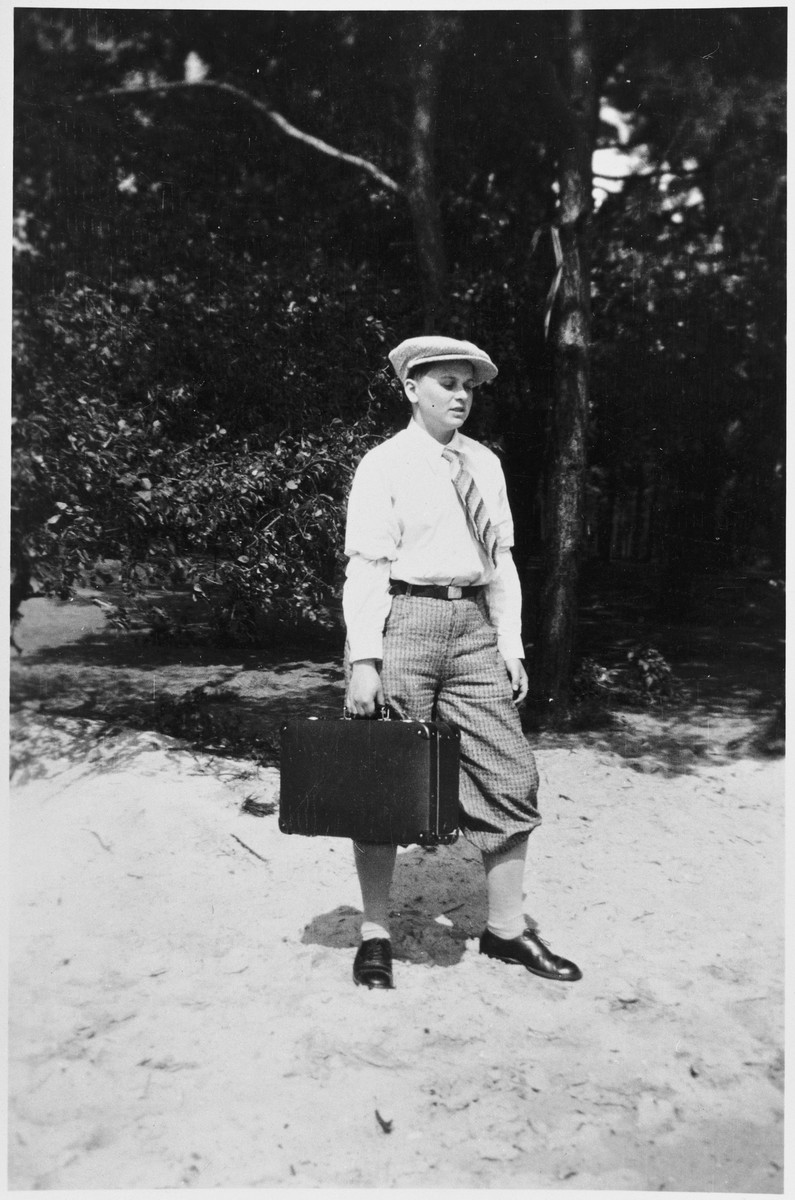
Gerd Katter, geboren als Eva Katter, bekam 1928 einen Transvestitenschein ausgestellt, um in der Öffentlichkeit Männerkleidung tragen zu dürfen. Nach heutigem Verständnis könnte Katter als trans Mann eingeordnet werden.

Transvestitismus (von lateinisch trans „hinüber“, und vestire „kleiden“) bezeichnet das bewusste Tragen von Kleidung und Accessoires, die gemeinhin als stereotypisch gelten für die Geschlechterrolle des anderen Geschlechts innerhalb der binären Geschlechterordnung Mann/Frau (im Unterschied zu einer bloßen Verkleidung). Abzugrenzen ist das Bedürfnis von transvestitischem Fetischismus.

## Begriffsgeschichte
Transvestitismus ist ein von Magnus Hirschfeld 1910 geprägter Begriff. Er beschrieb damit „alle Menschen, die, gleich aus welchen Gründen, freiwillig Kleidung tragen, die üblicherweise von dem Geschlecht, dem sie körperlich zugeordnet sind, nicht getragen werden; und zwar sowohl Männer als auch Frauen.“
Eine erste Unterscheidung zwischen Transvestitismus und dem von ihm so genannten seelischen Transsexualismus traf Hirschfeld selbst im Jahr 1923 in der letzten Ausgabe seines Jahrbuchs für sexuelle Zwischenstufen, um das Begehren einiger Transvestiten nach körperlicher Anpassung an das andere Geschlecht zu beschreiben. 1953 griff Harry Benjamin diese Unterscheidung in seinem Artikel Transvestism and Transsexualism (International Journal of Sexology) auf und etablierte sie 1966 mit seiner Veröffentlichung The Transsexual Phenomenon in der Sexualmedizin.
Hirschfeld war es auch, der in Zusammenarbeit mit der Berliner Kriminalpolizei für diese Menschen erstmals ein Ausweisdokument ermöglichte, damit sie weitgehend ohne behördliche oder polizeiliche Verfolgung gegengeschlechtliche Kleidung in der Öffentlichkeit tragen konnten. Der umgangssprachlich sogenannte Transvestitenschein wurde 1909 erstmals ausgegeben.

## Medizinische Klassifikation
In die Internationale statistische Klassifikation der Krankheiten und verwandter Gesundheitsprobleme wurde Transvestitismus (transvestitism) 1968, mit der Version ICD-8, als Diagnose eingeführt.
Laut ICD-10 ist Transvestitismus eine Störung der Geschlechtsidentität und wird dort unter dem Code F64.1 („Transvestitismus unter Beibehaltung beider Geschlechtsrollen“) aufgeführt. Transvestitismus wird jedoch nur dann als eine psychische Störung diagnostiziert, wenn die Betroffenen in klinisch bedeutsamer Weise darunter leiden.). Zur Diagnose dieser Störung werden hauptsächlich drei Kriterien herangezogen:
- Tragen gegengeschlechtlicher Kleidung, um die zeitweilige Erfahrung der Zugehörigkeit zum anderen Geschlecht zu erleben.
- Der Kleiderwechsel ist nicht von sexueller Erregung begleitet.
- Der Wunsch nach geschlechtsangleichenden Maßnahmen oder chirurgischer Korrektur besteht nicht.

Transvestitismus ist also nicht synonym zu Transgeschlechtlichkeit; die ICD-10 führt unter F64 fünf verschiedene Formen von „Störungen der Geschlechtsidentität“ auf, darunter F64.0 („Transsexualismus“) und F64.1 („Transvestitismus“). Eine weitere von Transvestitismus zu unterscheidende Diagnose ist „transvestitischer Fetischismus“. Er gilt ebenfalls als psychische Störung oder Verhaltensstörung und wird den Paraphilien (F65.1) zugerechnet.
Die Einstufung des Transvestitismus als Störung ist aber umstritten, da die meisten Betroffenen, bei denen eine der beiden Diagnosen gestellt wird, in ihrer Lebensführung kaum eingeschränkt sind. Die meisten Transvestiten führen ein normales Leben, sind verheiratet, gehen einer Arbeit nach und verkleiden sich nur privat. So enthält auch die ICD-11, den Empfehlungen einer Arbeitsgruppe der Weltgesundheitsorganisation folgend, weder Transvestitismus noch Transsexualität, sondern nur Geschlechtsinkongruenz (gender incongruence) als Diagnose.

## Verbreitung und Erforschung
Obwohl es Schätzungen gibt (nicht wissenschaftlich abgesichert), nach denen zwischen 1 und 10 % der Bevölkerung entsprechende Neigungen haben sollen, gibt es wenig Forschung und einschlägige Literatur. Im Internet finden sich zahlreiche Webseiten und passende Angebote für die bestehende Nachfrage; eine sichere Quantifizierung ist aber wegen fehlender Daten nicht möglich. Zu finden sind seit der Jahrtausendwende einige Studienarbeiten an Hochschulen, bei denen Personen mit Neigung zum Transvestitismus gesucht werden, aber oft werden die Ergebnisse nicht veröffentlicht.

## Verhältnis zu anderen Begriffen
Die Abgrenzung der folgenden Begriffe zum Transvestitismus ist mangels wissenschaftlicher klarer Definition unscharf, teilweise werden die Bezeichnungen synonym benutzt oder überlappen sich:
- Crossdressing: das Tragen von Kleidung eines anderen Geschlechts in der Öffentlichkeit oder privat, meist nicht in übertriebener Form wie beim Drag. Früher wurde die Bezeichnung Transvestitismus auch für Crossdressing verwendet.
- Damenwäscheträger (DWT): ähnlich zu Crossdressing, aber regelmäßig beschränkt auf solche Kleidungsstücke, die unter der „normalen“ Kleidung nicht zu sehen sind. Dies kann eine Form des transvestitischen Fetischismus sein; doch kann es sich auch um ein Zugeständnis an die Konformität zur Gesellschaft handeln, da diese Form gewöhnlich für Dritte unsichtbar bleibt.
- Drag, Dragqueen, Dragking: Dragqueens stellen Frauen in einer extrem überzeichneten Weise dar. Dragkings stellen Männlichkeit überzeichnet dar.
- Travestie: eine Kunstform des Transvestitismus; Darstellung einer (Bühnen-)Rolle eines Geschlechts durch Personen des anderen Geschlechts.

Daneben gibt es die Transvestition, die kultischen Hintergrund hat.